# Give Me All Your Luvin'
Ne pas confondre avec la chanson de ZZ Top Gimme All Your Lovin'
Singles de Madonna
Revolver
(2009) Girl Gone Wild
(2012)
Singles par Nicki Minaj
Turn Me On
(2011) Starships
(2012)
Singles par M.I.A.
Bad Girls
(2012) Bring the Noize
(2013)
Pistes de MDNA
Turn Up the Radio
(4) Some Girls
(6)
Give Me All Your Luvin' est le premier single du nouvel album MDNA de l'artiste américaine Madonna avec Nicki Minaj et M.I.A.. Une version demo est dévoilée sur Internet le 8 novembre 2011. La version finale est sortie le 3 février 2012. La chanson a été écrite par Madonna, Martin Solveig, Nicki Minaj, M.I.A. et composée par Martin Solveig et Michael Tordjman. La chanson est produite par le DJ français Martin Solveig et par Madonna.
La production effectue un retour à True Blue. Chose inhabituelle dans le travail de Madonna. Un teaser diffusé sur la page YouTube de la chanteuse permettant d'écouter une dizaine de secondes la texture de la version finale montre que cette dernière n'est pas très éloignée de la version démo comme Guy Oseary, le manager de Madonna l'avait annoncé sur son compte Twitter.

Ce titre deviendra son 38e top ten dans le Billboard Hot 100, cassant son propre record obtenu en 2008 avec 4 minutes, extrait de l'opus Hard Candy en 2008.
La chanteuse a réagi à la fuite de la démo de sa chanson ainsi :

« Mes vrais fans ne feraient jamais ça. Nous demandons aux responsables de cette fuite que cela cesse. »

Le titre est sorti en radio le 3 février 2012 à 00h01 PST, soit 2 jours avant le Superbowl, où la chanson fut chantée pendant la mi-temps.

## Genèse
En décembre 2010, Madonna posta un message sur son Facebook disant : 

« C'est officiel ! J'ai besoin de bouger. Je dois suer. Je dois faire de la nouvelle musique ! Musique sur laquelle je danserais. Je suis à l'affût des plus folles, des plus malades, des personnes les plus dures-à-cuire pour collaborer avec. Je dis juste que […] »

 Madonna a déclaré qu'elle voulait travailler avec M.I.A. et Minaj sur la piste car elles étaient à la fois des filles fortes et indépendantes avec une voix unique, et qui aimaient leur musique et ce qu'elle représentait. Elle rendit hommage aux stars en disant : « Il ne s'agit pas de pop stars conventionnelles car j'admire vraiment les deux. J'aime les deux d'entre elles ». Confirmant sa performance de la chanson avec Madonna et Minaj lors de la mi-temps du Super Bowl XLVI de Bridgestone le 5 février 2012, en direct du Lucas Oil Stadium à Indianapolis, M.I.A. fit part à DJ Zane Lowe de BBC Radio 1 de son admiration pour Madonna, disant « As musicians, we're two women and we represent two opposite sides of the world. If we can come together on a piece of music or something like the Super Bowl, I feel like that's actually a cool thing to see ».

## Clip vidéo
La vidéo de Give Me All Your Luvin' réalisée par Megaforce, est axée autour du football américain et des pom-pom girls. Une publicité du clip fut diffusée le 1er février sur la FOX. Le 2 février, le clip fut diffusé intégralement sur la chaîne officielle YouTube de Madonna.

On y voit la chanteuse revisiter les multiples looks qu'elle a empruntés tout au long de sa carrière alors qu'elle déambule sur un trottoir : sous-vêtements « Lucky Star » en passant par le glamour de Dietrich avec des références au cinéma français avec la comédie musicale Les Parapluies de Cherbourg.

Mégaforce a révélé que dans ce clip d'un budget de 1,5 million de dollars, Madonna maîtrisait tout y compris certaines prises de vues dans lesquelles elle tenait à ce qu'on la voie en exergue.

Par crainte des hackers, Madonna n'a pas divulgué la piste aux réalisateurs français qui ont dû l'écouter dans l'appartement parisien de Martin Solveig mais la fuite de la démo a selon eux facilité leur travail. Le clip a été tourné en trois jours dont un en l'absence de Madonna qui devait faire des shootings pour la pochette de son album MDNA[source secondaire souhaitée].

## Formats et liste des pistes
| - Téléchargement digital 1. "Give Me All Your Luvin'" (featuring Nicki Minaj and M.I.A.) – 3:22 - Téléchargement digital – Party Rock Remix 1. "Give Me All Your Luvin'" (Party Rock Remix) (featuring LMFAO and Nicki Minaj) – 4:03 - CD single 1. "Give Me All Your Luvin'" (featuring Nicki Minaj and M.I.A.) – 3:22 2. "Give Me All Your Luvin'" (Party Rock Remix) (featuring LMFAO and Nicki Minaj) – 4:01 | - Digital remix EP 1. "Give Me All Your Luvin'" (Laidback Luke Remix) – 6:06 2. "Give Me All Your Luvin'" (Nicky Romero Remix) – 5:54 3. "Give Me All Your Luvin'" (Party Rock Remix) (featuring LMFAO and Nicki Minaj) – 4:01 4. "Give Me All Your Luvin'" (Sultan + Ned Shepard Remix) – 5:59 5. "Give Me All Your Luvin'" (Oliver Twizt Remix) – 4:48 6. "Give Me All Your Luvin'" (Demolition Crew Remix) – 7:02 |

## Crédits et personnels
- Madonna – Auteur-compositeur, chanteuse et productrice
- Martin Solveig – auteur et producteur
- Nicki Minaj – auteur et chanteuse
- Maya Arulpragasam – auteur et chanteuse
- Michael Tordjman – auteur

## Classement par pays
| Classement (2012)                       | Meilleure position |
| --------------------------------------- | ------------------ |
| Australie (ARIA)                        | 25                 |
| Autriche (Ö3 Austria Top 40)            | 11                 |
| Belgique (Flandre Ultratop 50 Singles)  | 5                  |
| Belgique (Wallonie Ultratop 50 Singles) | 3                  |
| Canada (Billboard Hot 100)              | 1                  |
| Danemark (Tracklisten)                  | 16                 |
| Espagne (PROMUSICAE)                    | 2                  |
| États-Unis (Billboard Hot 100)          | 10                 |
| États-Unis (Billboard Pop Songs)        | 33                 |
| États-Unis (Billboard Digital Songs)    | 7                  |
| États-Unis (Billboard Adult Pop Songs)  | 35                 |
| Finlande (Suomen virallinen lista)      | 1                  |
| France (SNEP)                           | 3                  |
| Hongrie (Single Top 40)                 | 2                  |
| Italie (FIMI)                           | 2                  |
| Japon (Billboard Hot 100)               | 5                  |
| Nouvelle-Zélande (RMNZ)                 | 29                 |
| Suède (Sverigetopplistan)               | 60                 |
| Suisse (Schweizer Hitparade)            | 6                  |

## Historique de sortie
| Pays         | Date           | Format                                  | Label                                     |
| ------------ | -------------- | --------------------------------------- | ----------------------------------------- |
| Monde entier | 3 février 2012 | Diffusion radio, téléchargement digital | Live Nation Worldwide, Interscope Records |
| États-Unis   | 7 février 2012 | Diffusion radio                         | Live Nation Worldwide, Interscope Records |